# 希蒂·諾蘇海妮
希蒂·諾蘇海妮（Siti Nurshuhaini，2004年9月1日—），全名希蒂·諾蘇海妮·阿茲曼（Siti Nurshuhaini Azman），馬來西亞女子羽毛球運動員。

## 簡歷
希蒂·諾蘇海妮出生於羽毛球世家並在5歲時開始接觸這項運動。她從小便跟著她的父親進行羽毛球訓練，她的兄長Muhammad Nurfirdaus Azman同為馬來西亞羽毛球運動員。
2021年起，希蒂·諾蘇海妮開始參加世界羽聯第三等別賽事，她先是在斯洛文尼亞國際賽女單項目上闖進準決賽。並在10月的捷克公開賽女單項目上首次闖進決賽，但最後她以直落兩局不敵印尼的八號種子選手普特里·库苏马·瓦尔达尼，無緣首座國際賽冠軍。
2022年4月，希蒂·諾蘇海妮出戰荷蘭國際賽女子單打項目並順利晉級決賽，最後以1比2（19比21、21比18、19比21）不敵隊友米莎·凱魯，獲得亞軍。隨後9月，她首次代表雪蘭莪參加第20屆馬來西亞運動會女子單打項目，並在決賽中以2比0擊敗同樣來自雪蘭莪的Letshanaa Karupathevan，為雪蘭莪奪下一面金牌。

## 主要比賽成績
只列出曾進入準決賽的國際賽事成績：
| 年份   | 賽事                   | 公開賽級別 | 項目     | 成績   |
| ------ | ---------------------- | ---------- | -------- | ------ |
| 2021年 | 斯洛文尼亞羽毛球國際賽 | 國際系列賽 | 女子單打 | 準決賽 |
| 2021年 | 捷克羽毛球公開賽       | 國際系列賽 | 女子單打 | 亞軍   |
| 2022年 | 亞洲羽毛球團體錦標賽   | 其他       | 女子團體 | 季軍   |
| 2022年 | 荷蘭羽毛球國際賽       | 國際系列賽 | 女子單打 | 亞軍   |
| 2024年 | 立陶宛羽毛球國際賽     | 未來系列賽 | 女子單打 | 冠軍   |

| 2007-2017年 | 首要超級賽 | 超級賽 | 黃金大獎賽 | 大獎賽 | 國際挑戰賽 | 國際系列賽 | 未來系列賽 | 其他 |

| 2018-2026年 | 總決賽 | 超級1000賽 | 超級750賽 | 超級500賽 | 超級300賽 | 超級100賽 | 國際挑戰賽 | 國際系列賽 | 未來系列賽 | 其他 |